# Paul Kessany
Paul Ulrich Kessany Zategwa (sinh ngày 16 tháng 3 năm 1985 ở Lambaréné), hay Paul Kessany, là một cầu thủ bóng đá người Gabon thi đấu ở vị trí tiền vệ phòng ngự cho AS Mangasport. Anh cũng là một thành viên của Đội tuyển bóng đá quốc gia Gabon.

## Danh hiệu
- Cúp bóng đá Gruzia (1):
  - 2007-08